# Ковила відокремлена
Ковила́ відокре́млена (Stipa disjuncta) — багаторічна рослина родини тонконогових, занесена до Червоної книги України у статусі «Вразливий». Кормовий злак.

## Опис
Щільнодернинна трав'яниста рослина 40-80 см заввишки. Листки вузьколінійні, зовні шорсткі, зсередини густо опушені волосками до 1 мм завдовжки; молоді листки на верхівці з китичкою волосків до 2 мм завдовжки. Суцвіття — волоть, що складається з 5-9 одноквіткових колосків. Нижня квіткова луска 16-21 мм завдовжки. Крайові смужки волосків на сім'янці не доходять до основи остюка на 3,5-4,5 мм. Остюк 27-37 см завдовжки, двічі колінчасто-зігнутий, в нижній штопороподібно закрученій частині коричневий, гладенький. Перо завширшки 7-12 мм.
Квітне у травні-червні, плодоносить у червні. Розмножується насінням.

## Поширення
Ареал виду охоплює Кавказ, Центральну і Східну Європу. В Україні знайдений у степових і лісостепових районах Миколаївської, Херсонської, Запорізької, Донецької, Полтавської областей, зрідка рапляється на Поліссі (Чернігівська область).

## Екологія
Рослина світлолюбна, посухостійка. По всьому ареалу популяції нечисленні, тому ковила відокремлена практично ніколи не домінує у трав'яному покрові. Зазвичай вона зустрічається як домішка до домінуючих видів ковили, часто утворює асоціації з кострицею.

## Значення і статус виду
Ковила відокремлена мало досліджена, тому що деякі вчені ставлять під сумнів існування цього виду і вважають цей таксон синонімом ковили пірчастої. Відомо, що на стан популяцій негативно впливають надмірне випасання худоби, порушення природних екотопів внаслідок господарського освоєння територій. Рослина охороняється в Українському степовому (відділення «Хомутовський степ» і «Кам'яні Могили»), Луганському (відділення «Стрільцівський степ» і «Провальський степ») природних заповідниках, а також в національному парку «Святі Гори». Вид культивують в Донецькому ботанічному саду НАН України.
Ковила відокремлена є ґрунтотвірною і протиерозійною рослиною, оскільки її щільні дернини добре затримують частки ґрунту, запобігають розмиванню його поверхні. Крім того, вона доволі поживна і за умови широко розповсюдження може використовуватись на корм худобі.